# Curie (P67)
| «Кюрі»                                                                | «Кюрі» | «Кюрі» |
| --------------------------------------------------------------------- | --- | --- |
| Curie (P67)                                                           | | |
|                                                                       | | |
| Французький підводний човен «Кюрі»                                    | | |
| Верф                                                                  | Vickers-Armstrongs, Барроу-ін-Фернесс                                                                           | Vickers-Armstrongs, Барроу-ін-Фернесс                                                                           |
| Під прапором                                                          | Вільна Франція                                                                                                  | Вільна Франція                                                                                                  |
| Належність                                                            | Військово-морські сили Великої Британії · ВМС Вільної Франції                                                   | Військово-морські сили Великої Британії · ВМС Вільної Франції                                                   |
| Порт приписки                                                         | Холі-Лох, Плімут, Брест                                                                                         | Холі-Лох, Плімут, Брест                                                                                         |
| Замовлення                                                            | 12 липня 1941                                                                                                   | 12 липня 1941                                                                                                   |
| Закладений                                                            | 29 квітня 1942                                                                                                  | 29 квітня 1942                                                                                                  |
| Спуск на воду                                                         | 23 січня 1943                                                                                                   | 23 січня 1943                                                                                                   |
| Введений до складу флоту                                              | 2 травня 1943                                                                                                   | 2 травня 1943                                                                                                   |
| Переданий                                                             | 2 травня 1943                                                                                                   | 2 травня 1943                                                                                                   |
| На службі                                                             | 1943–1949 | 1943–1949 |
| Сучасний статус                                                       | у липні 1946 року повернутий Королівському флоту, відновив назву «Вокс»; у травні 1949 року розібраний на брухт | у липні 1946 року повернутий Королівському флоту, відновив назву «Вокс»; у травні 1949 року розібраний на брухт |
| Бойовий досвід                                                        | Друга світова війна Битва за Атлантику                                                                          | Друга світова війна Битва за Атлантику                                                                          |
| Проєкт                                                                | | |
| Тип ПЧ                                                                | малий підводний човен                                                                                           | малий підводний човен                                                                                           |
| Основні характеристики                                                | | |
| Швидкість (надводна)                                                  | 11,25 вузлів (20,8 км/год)                                                                                      | 11,25 вузлів (20,8 км/год)                                                                                      |
| Швидкість (підводна)                                                  | 10 вузлів (18,6 км/год)                                                                                         | 10 вузлів (18,6 км/год)                                                                                         |
| Робоча глибина занурення                                              | 100 м | 100 м |
| Дальність плавання                                                    | 4 500 миль (8 300 км) на швидкості 11 вузлів (надводна) 70 миль (130 км) на швидкості 4 вузли (підводна)        | 4 500 миль (8 300 км) на швидкості 11 вузлів (надводна) 70 миль (130 км) на швидкості 4 вузли (підводна)        |
| Екіпаж                                                                | 33 офіцери та матроси                                                                                           | 33 офіцери та матроси                                                                                           |
| Розміри                                                               | | |
| Довжина найбільша (по КВЛ)                                            | 58 м | 58 м |
| Ширина корпусу найб.                                                  | 4,9 м | 4,9 м |
| Висота                                                                | 4,62 м | 4,62 м |
| Водотоннажність надводна                                              | 545 тонни | 545 тонни |
| Силова установка                                                      | | |
| Дизель-електрична: 2 дизельні двигуни Paxman-Ricardo 2 електродвигуни | | |
| Гвинти                                                                | 2 | 2 |
| Потужність                                                            | 2 500 к.с. (дизелі) 1 450 к.с. (електродвигуни)                                                                 | 2 500 к.с. (дизелі) 1 450 к.с. (електродвигуни)                                                                 |
| Озброєння                                                             | | |
| Торпедно- мінне озброєння                                             | 6 × 533-мм торпедних апаратів 8-10 торпед                                                                       | 6 × 533-мм торпедних апаратів 8-10 торпед                                                                       |
| ППО                                                                   | 1 × 76-мм гармати QF 3-inch 20 cwt                                                                              | 1 × 76-мм гармати QF 3-inch 20 cwt                                                                              |

«Кюрі» (фр. Curie (P67) — військовий корабель, малий підводний човен типу «U», третя серія, що перебував у складі Королівського військово-морського флоту Великої Британії, а згодом Військово-морських сил Вільної Франції у роки Другої світової війни.

## Історія сторення
Підводний човен був закладений 29 квітня 1942 року на верфі компанії Vickers-Armstrongs у Барроу-ін-Фернесс як «Вокс» (HMS Vox (P67)). 23 січня 1943 року він був спущений на воду. 2 травня 1943 року уведений в експлуатацію з одночасною передачею до складу Військово-морських сил Вільної Франції, під назвою «Кюрі» на честь французької субмарини часів Першої світової війни «Кюрі».

## Історія служби
«Кюрі» був переданий Військово-морським силам Вільної Франції 2 травня 1943 року на церемонії на заводі Віккерса в Барроу-ін-Фернесс, північно-західна Англія. Генерал де Голль був присутній на цій нагоді, коли моряки Королівського флоту та робітники Vickers віддали честь підняттям Лотаринзького хреста. Її назвали на честь французького підводного човна «Кюрі», який брав участь у Першій світовій війні.
Після періоду підготовки (під час якого 21 травня 1943 року гвинти ПЧ були пошкоджені), перший бойовий похід до норвезького узбережжя стався в червні-липні 1943 року. До 3 серпня 1943 року, коли Вільні французькі військово-морські сили об'єдналися з військами французької Північної Африки, човен провів у патрулюванні 60 днів, з них 192 години під водою.
У ніч на 21 червня 1944 року французький підводний човен обстрілював будівельні майданчики берегових батарей у Кап-Грос на узбережжі Середземного моря. Через кілька тижнів, «Кюрі» діючи у взаємодії з британською флотилією в Додеканесі, 3 серпня потопив вантажне судно. 2 жовтня в цьому ж районі він потопив торгові судна Zar Ferdinand і Brunhild (колишній французький винотанкер Bacchus).
У 1945 році «Кюрі» перейшов з Плімута до Бреста у Франції, а потім прибув на ремонт до Лор'яна, де залишався до березня 1946 року. В липні 1946 року човен повернули Королівському флоту, де йому вернули назву «Вокс».